# 多脉鹅掌柴
多脉鹅掌柴（学名：Schefflera multinervia）为五加科鹅掌柴属的植物，为中国的特有植物。分布于中国大陆的云南等地，生长于海拔2,500米的地区，多生在常绿阔叶林中，目前尚未由人工引种栽培。